# Cosmopterix io
Cosmopterix io là một loài bướm đêm thuộc họ Cosmopterigidae. Nó được tìm thấy ở Ecuador và México (Tamaulipas).
Con trưởng thành bay vào tháng 6 và tháng 7.